# Lingua coeur d'alene
La lingua cœur d'alène (endonimo Snchitsuʾumshtsn) è una lingua amerinda della famiglia linguistica Salish parlata dalla tribù omonima, stanziata nella riserva Cœur d'Alène, situata nel Nord dell'Idaho, (USA).
La lingua è parlata da 1 persona, 
ed è la lingua meno diffusa al mondo , tuttavia esiste un programma per rivitalizzarla.